# РБУ-12000
РБУ-12000, шифър „Удав“ (на български: Боа) е съветски реактивен комплекс за противоторпедна защита. Представлява реактивен бомбомет със стационарна насочвана по две плоскости пускова установка с десет радиално разположени ствола. Предназначен е за унищожаване на подводните лодки и атакуващите торпеда на противника. Може да се използва за поразяване на подводни диверсионни сили и средства. Състои на въоръжение във ВМФ на Руската Федерация.

## Описание
Един залп на комплекса „Удав-1М“ с вероятност 0,9 осигурява срив на атака от правонасочено торпедо и с вероятност 0,76 – от самонасочващи се торпеда. Тази висока ефективност на комплекса се осигурява от поставянето по траекторията на движение на торпедата на няколко „дрейфуващи завеси“, създавани с различни типове реактивни снаряди.
Реализираният в комплекса способ за програмирана автоматична стрелба с реактивни снаряди с различно предназначение осигурява създаването на високоефективна ешелонирана система за защита на корабите от атакуващи торпеда. Особеност на комплекса е това, че в един залп се провежда пуск на различни типове реактивни снаряди на определената за тях далечина. Първият рубеж на отбрана се формира от два снаряда – примамки, с помощта на които се пускат фалшиви цели. При прихващане на лъжливата цел торпедото се отклонява от атакуващата траектория и преследва фалшивата цел до пълното спиране на своя двигател. При „пробив“ на първия ешелон на защита на кораба торпедото се посреща от „дрейфуващо“ минно поле, поставено от снарядите-заградители. Преминаването на торпедото през зоната на поразяване на снаряда-заградител води до неговото разрушение. При пробив на първия и втория ешелон на защити на кораба се произвежда залп с дълбочинни снаряди на „месо“.
Състав на комплекса: реактивни снаряди (примамка и заградително-дълбочинен), пускова установка, устройство за презареждане, прибори за управление на стрелбата.

## Употреба
Носи се от следните типове кораби:
- „Адмирал флота Советского Союза Кузнецов“ (авионосен крайцер)
- Крайцери проект 1144
- Големи противолодъчни кораби проект 1155